# 保桜
保桜（ほざくら）は日本のゲームシナリオライター。主にアダルトゲームのシナリオを手がけるが、作品によってはディレクションや演出なども行っている。現在フリー。

## 人物
- 遠藤汐にスカウトされ、そのまま株式会社インクルード・インク所属のシナリオライターとなる。
- 特典欲しさにゲームを複数本買うことがある。
- デビュー作であるPrincess Partyの『青春禁止』という要素は保桜が発案し、内容は他スタッフ達が固めた。
- 巨乳なヒロインを好む。
- 漫画家の河内和泉やfengの代表・上様と古くから交流がある。
- 自身がディレクターを務める『ネこグリ。～ネクラと恋のグリモワァル～』が発売する前に退職。

## 主な作品
- Princess Party (CIRCUS)
- Princess Party Camellia 〜プリンセスパーティーカメリア〜 (CIRCUS)
- 空を飛ぶ、7つ目の魔法 (La'cryma)
- らのべえ（イーフロンティア）
- 装甲悪鬼村正(演出のみ) (Nitro+)
- 姉教師 ～快楽に揺れる相剋の想い～ (メガロマンス)
- ファミ魔! (PUZZLE BOX)
- ネこグリ。〜ネクラと恋のグリモワァル〜 (frantic labo)
- 牝アイドル～デビューした彼女が、男たちに密着マークされている件～ (Frill)
- ぜったい猟域☆セックス・ロワイアル!! ～無人島犯し合いバトル～ (softhouse-seal GRANDEE)
- ♥りの夏休み ～おじさんかんさつにっき～ (Parthenon)
- 俺の彼女のウラオモテ (Aries)
- CHU→NING LOVER (シュガーハウス)
- ヒミツのオトメ ～ボクが女の子になった理由～ (Etoiles)
- ♥りながっこうせいかつ (Parthenon)
- ナイものねだりはもうお姉妹 (Aries)
- 1/2 summer+ (アルケミスト)
- みずカノ! 水着の彼女とHしよっ (Etoiles)
- あまたらすリドルスター (seal-QUALIA)
- 俺の彼女のウラオモテ ～Pure Sweet Heart～ (アルケミスト）
- スクランブル・ラバーズ (Aries)
- 天精国取りセックス合戦!!  (softhouse-seal GRANDEE)
- 恋想リレーション (Lump of Sugar)
- コドモノアソビ (Lump of Sugar)
- 夏の魔女のパレード (Wonder Fool)
- 純情化憐フリークス! (Wonder Fool)
- 若葉色のカルテット (Lump of Sugar)
- 槇村葉月の恋語り (あざらしそふと+1)